# La Ronde-Haye
La Ronde-Haye ist eine Ortschaft und eine ehemalige französische Gemeinde mit 323 Einwohnern (Stand: 1. Januar 2022) im Département Manche in der Region Normandie. Sie gehörte zum Arrondissement Coutances sowie zum Kanton Agon-Coutainville (bis 2015: Kanton Saint-Sauveur-Lendelin).
Mit Wirkung vom 1. Januar 2019 wurden die früher selbstständigen Gemeinden Saint-Sauveur-Lendelin, Ancteville, La Ronde-Haye, Le Mesnilbus, Saint-Aubin-du-Perron, Saint-Michel-de-la-Pierre und Vaudrimesnil zur Commune nouvelle Saint-Sauveur-Villages zusammengeschlossen und haben in der neuen Gemeinde den Status einer Commune déléguée. Der Verwaltungssitz befindet sich im Ort Saint-Sauveur-Lendelin.

## Lage
La Ronde-Haye grenzte im Norden an Vaudrimesnil, im Osten an Saint-Sauveur-Lendelin, im Süden an Ancteville und im Westen an Muneville-le-Bingard.

## Bevölkerungsentwicklung

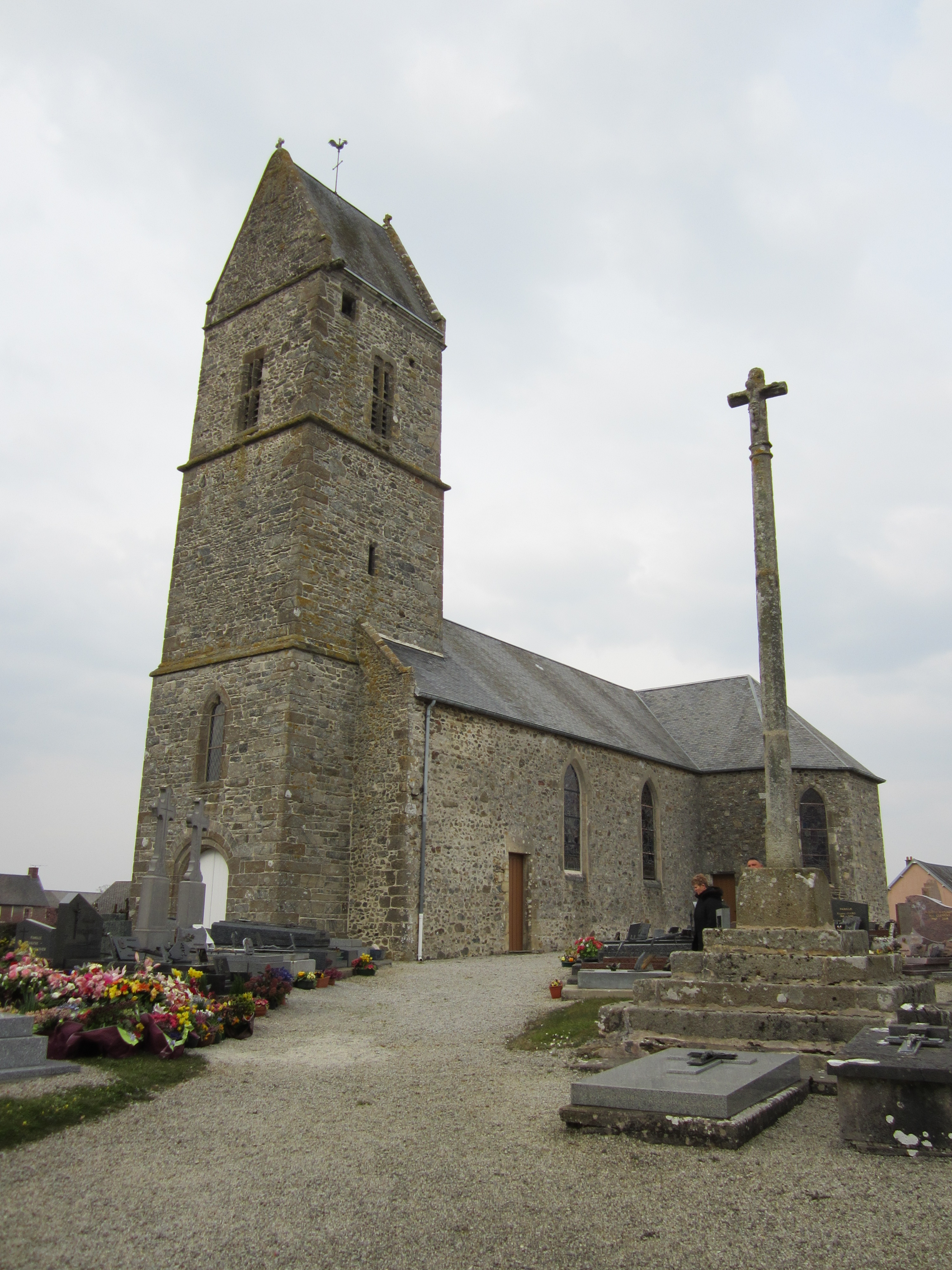
Kirche Notre-Dame

| Jahr      | 1962 | 1968 | 1975 | 1982 | 1990 | 1999 | 2008 | 2015 |
| --------- | ---- | ---- | ---- | ---- | ---- | ---- | ---- | ---- |
| Einwohner | 351  | 324  | 288  | 273  | 284  | 274  | 345  | 357  |